# Portlandi Közösségi Főiskola
A Portlandi Közösségi Főiskola állami fenntartású felsőoktatási intézmény az Amerikai Egyesült Államok Oregon államának Portland városában. Az 1961-ben megnyílt főiskolának a 2011/22-es tanévben több mint ötvenezer hallgatója volt.
Itt található a Nemzeti Alternatívüzemanyag-képzési Központ egy oktatóhelye.

## Története
Az 1959 óta az egykori Failing Általános Iskola helyén üzemelő felnőttoktatási intézmény mai nevét 1961-ben vette fel, önálló tankerülete pedig 1968-ban jött létre. Első rektora 1961 és 1979 között Amo DeBernardis volt.
Az észak-portlandi campus 1971-ben, a Washington megyei pedig 1976-ban nyílt meg. Az iskolakörzet 2008-ban 374 millió dollár értékben kötvényeket bocsátott ki. A 25 millió dolláros beruházás keretében 2009-ben megnyílt Willow Creek Center elnyerte a LEED platina fokozatú energiatanúsítványát. A 2011-ben megnyílt newbergi telephelyre a 2010/11-es tanévben ideiglenesen a Chehalem Cultural Centerben oktatott kurzusokat helyezték át. Ez Oregon első, teljesen karbonsemleges felsőoktatási épülete.

## Telephelyek
Az iskola az alábbi campusokkal rendelkezik:
- Sylvania: 1968-ban nyílt meg Portland Far Southwest városrészében, évente 26 ezer hallgatója van
- Rock Creek: 1976-ban nyílt meg Hillsboro közelében; itt található a Washington megyei Múzeum is[11]
- Cascade: 1971-ben nyílt meg Portland északi részén
- Southeast: 2014 őszén nyílt meg egy korábbi katonai létesítmény bővítésével

A portlandi agglomerációban több kisebb telephely is található:
- CLIMB: az élethosszig tartó tanulás keretében folytat képzéseket
- Portland Metropolitan Workforce Training Center: munkaerőképző központ
- Willow Creek Center: 2009-ben nyílt meg Hillsboróban[7]
- Hillsboro Center: 2010 óta a hillsborói intermodális csomópontban található, évente ötszáz hallgatója van[12]
- Newberg Center: 2011 őszén nyílt meg, évente 650 hallgatója van[8]

Az intézmény külső helyszíneken (például irodákban, templomokban, közösségi létesítményekben, parkokban) is folytat oktatást.

## Oktatás
A főiskolán az élethosszig tartó tanulás keretében évente több mint huszonötezren hallgatnak kreditérték nélküli és továbbképzési kurzusokat jelenléti és online formában is.

## Sport
A Portland Panthers férfi- és nőikosárlabda-csapatai a Northwest Athletic Conference-ben játszanak.

## Nevezetes személyek

### Hallgatók
- Cameron Whitten, aktivista, az Occupy Portland szervezője[16]
- Christopher Loeak, a Marshall-szigetek elnöke[17]
- Jackie Winters, oregoni politikus[18]
- Jon Hill, a Fehér Ház egykori séfje[19]
- Karen Gaffney, az első Down-szindrómás, aki váltóúszásban átúszta a La Manche-t[20]
- Margaret Carter, Oregon első afroamerikai női politikusa[20]
- Marie Watt, kortárs művész[21]
- Matt Keeslar, színész[22]
- Nichole Mead, a 2012-es Miss Oregon[23]
- Rebecca Skloot, író[20]

### Alkalmazottak, oktatók
- Diana Schutz, képregény-történelem, kritika[24]
- Larry Galizio, médiatudomány[25]
- Lew Frederick, rektori titkár[26]
- Michael Dembrow, angol nyelv[27]
- Ralf Youtz, matematika[28]
- Ralph Friedman, folklór, írás[29]

## Fordítás
- Ez a szócikk részben vagy egészben  a   Portland Community College című angol Wikipédia-szócikk ezen változatának fordításán alapul.  Az eredeti cikk szerkesztőit annak laptörténete sorolja fel. Ez a jelzés csupán a megfogalmazás eredetét és a szerzői jogokat jelzi, nem szolgál a cikkben szereplő információk forrásmegjelöléseként.